# Joe Maca
Joseph "Joe" Maca (Bruxelas, 28 de setembro de 1920 - Massapequa, 13 de julho de 1982) foi um futebolista belga que defendeu a Seleção Norte-Americana.

## Carreira
Jogava na terceira divisão nacional até a Segunda Guerra Mundial, quando fez parte da resistência belga. Após a Guerra, foi para Nova York. Pela equipe dos melhores jogadores dos EUA, chegou a enfrentar Escócia e Inter de Milão.
Foi chamado para a Copa do Mundo de 1950, participando dos três jogos. Após a inesperada vitória sobre a Inglaterra, os norte-americanos foram enfrentar o Chile com chances de classificação. Os chilenos abriram 2 x 0, e os EUA chegaram a empatar, tendo sido de Maca o tento de empate, de pênalti. O Chile, entretanto, acabaria ganhando por 4 x 2. Fora um dos vários estrangeiros do selecionado dos EUA.

## Ligações Externas
perfil no Soccerhall